# Paddel (TV-spel)

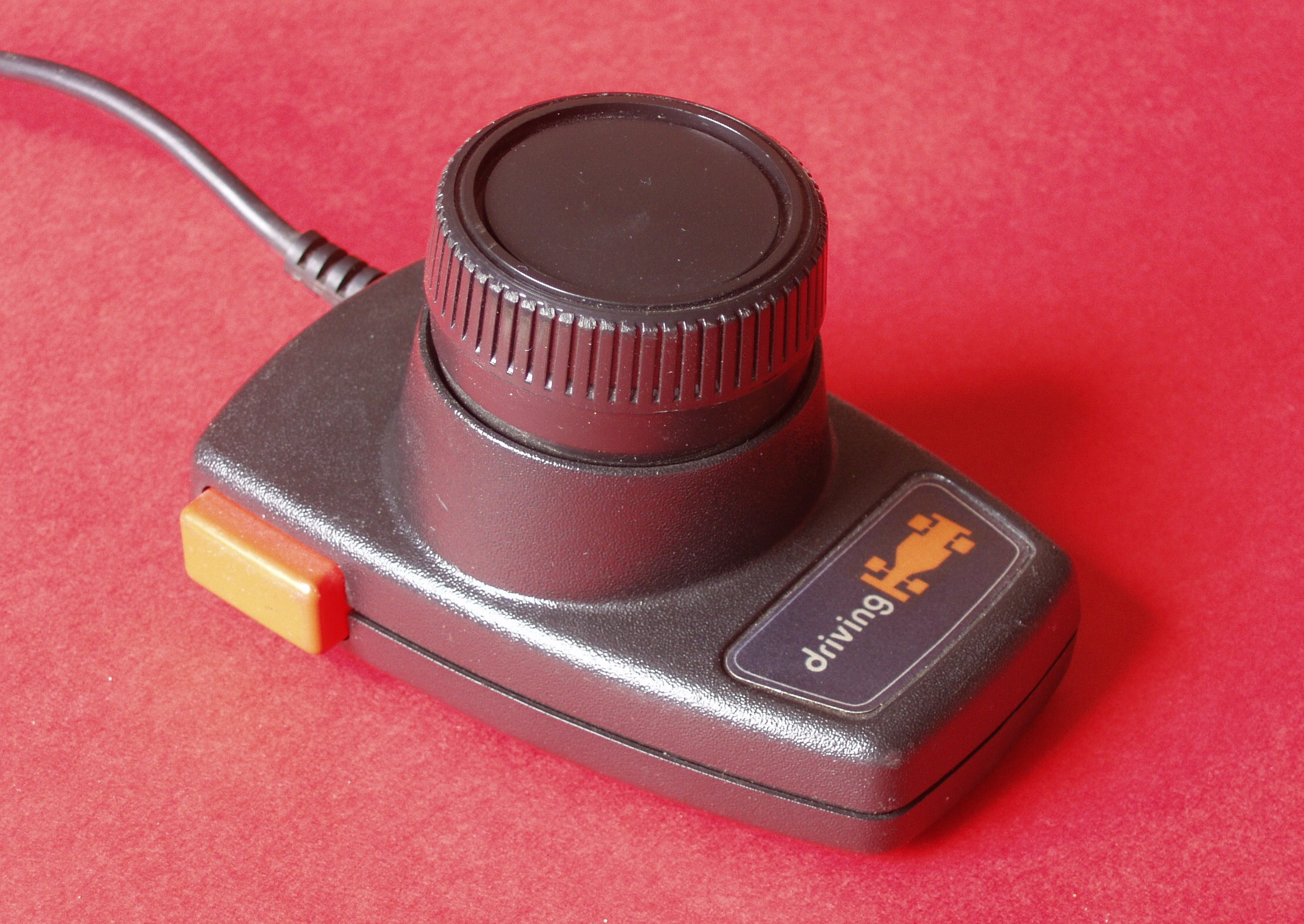
Atari-paddel.

Paddel (plural: paddlar) (engelska: Paddle) är en typ av handkontroll till tv-spel, datorspel och annan programvara. Den består av en handenhet på vilken en liten vridbar ratt är fäst. Styrutslaget är analogt och proportionellt mot rattens vridning i förhållande till utgångsläget. Ofta finns även en eller flera funktionsknappar vid sidan av ratten. På de flesta paddlar återgår inte ratten till ursprungsläget om den släpps, något som är vanligt på andra typer av spelkontroller. Den här typen av handkontroll var vanlig till de allra första tv-spelen, till exempel pong, men har numera nästan helt försvunnit.